# Пенедесенка
Пенедесенка (кат. Penedesenca) — традиционная испанская порода кур.
Издавна разводится в Каталонии, в регионе Пенедес. Чистопородное разведение ведётся с 1921 года, на основе местных кур, отобранных по величине и цвету яиц. Первый стандарт утверждён в Испании в 1946 году для чёрного окраса, другие цвета восстановлены в 1980-90-х в НИТИ сельского хозяйства и продовольствия (IRTA) в Барселоне.
Курица деревенского вида, некрупная, высокая благодаря длинным ногам и гордой осанке. Туловище цилиндрическое, мускулистое, у петуха поставлено под заметным углом, у курицы более горизонтальное. Плечи широкие, спина постепенно сужается к хвосту. Хвост веерообразный, хорошо оперённый, круто поставлен, серповидные перья широкие. Крылья большие, плотно прижатые, подтянутые. Шея довольно длинная, слегка изогнута назад, длинные перья спадают на плечи. Грудь и живот хорошо развиты, в особенности у несушек. Голова удлинённая, широкая. Гребень листовидный, тонкий, прямой, с ровными зубцами, на конце имеет крестовидную форму за счёт двух или нескольких боковых выростов. Гребень у курицы относительно большой, свободный конец свисает набок, также наличествуют выросты. Серёжки небольшие, иногда складчатые, ушные мочки маленькие, белые с красной каймой. Глаза оранжево-красные. Клюв длинный, изогнутый и сильный.
Стандартные окрасы золотисто-пшеничный, ястребиный обвязанный, аутосексный, чёрный.
Масса петуха 2-2,7 кг, курицы 1,7-2, чёрные куры могут быть крупнее. Яйца очень крупные, 65-69 г и больше, скорлупа насыщенного красно-коричневого цвета,, яйца от молодых несушек почти чёрные. Мясо очень хорошее для яичных кур.
Птица отлично кормится на свободном выгуле, с весны до осени может обходиться без дополнительных кормов, хорошо насиживает кладки.